# Karel Slavíček
Karel Slavíček (chiń. 严嘉乐; pinyin Yán Jiālè; ur. 12 grudnia 1678 w Jimramovie, zm. 24 września 1735 w Pekinie) – czeski matematyk, astronom, sinolog i jezuita. Jest znany jako pierwszy czeski sinolog i jako autor pierwszej, dokładnej mapy Pekinu.

## Życiorys
Slavíček pochodził z Jimramova, miasteczka leżącego na granicy między Czechami a Morawami. Jego ojciec, Václav Vojtěch, był nauczycielem i pisarzem miejskim. Po ukończeniu gimnazjum w Brnie Karel wstąpił do zakonu jezuitów i w 1694 roku rozpoczął swój nowicjat. Później podjął studia teologiczne i filozoficzne na uniwersytecie w Ołomuńcu. Po zakończeniu studiów pozostał na uczelni, gdzie pracował jako wykładowca matematyki, hebrajskiego i historii. Później przeniósł się do Pragi, gdzie kontynuował studia teologiczne na Uniwersytecie Karola. W 1707 roku przyjął święcenia kapłańskie. W centrum jego zainteresowań znalazła się astronomia i Slavíček zaczął zajmować się nią na co dzień. W czasie studiów w Pradze współpracował z innymi uczonymi w tworzeniu dokładnej mapy stolicy.
Po zakończeniu nauki przeniósł się do Jiczyna, gdzie został nauczycielem. Następnie został wysłany do Wrocławia, gdzie wykładał matematykę na miejscowym uniwersytecie. Później wrócił do Ołomuńca, gdzie obronił doktorat z filozofii i został wykładowcą matematyki. W 1714 roku przeniósł się do Brna, gdzie rozpoczął współpracę ze swoim byłym nauczycielem, Jakubem Kresą. Niedługo potem zainteresował się udziałem w misji. Jako że posiadał dużą wiedzę dotyczącą muzyki i matematyki, przełożeni zdecydowali, że powinien udać się do Chin. W 1715 roku, razem z Ignazem Köglerem, wyruszył z Pragi do Lizbony w Portugalii, skąd mieli dostać się do Azji. 13 marca 1716 roku opuścili Europę i udali się w podróż morską do Chin. Na miejsce dotarli po 170 dniach, a w czasie podróży stracili znaczną część dobytku, który uległ zniszczeni w wyniku silnego sztormu.
Po dotarciu do Makau Slavíček i Kögler otrzymali chińskie szaty i zostali ostrzyżeni zgodnie z miejscową modą. 3 lutego 1717 roku Karel został przedstawiony cesarzowi Kangxi. Jego umiejętności gry na szpinecie zrobiły duże wrażenie na władcy, który powierzył mu funkcję nadwornego muzyka. Nie zajmował się jednak tylko muzyką, bo już w pierwszym roku swojego pobytu w Pekinie, wykorzystując doświadczenie z Czech, stworzył dokładną mapę cesarskiej stolicy. Określił również dokładnie szerokość geograficzną miasta.
Slavíček poważnie podupadł na zdrowiu i aby móc się leczyć, musiał opuścić stolicę. W czasie jego choroby, w 1722 roku, zmarł cesarz Kangxi, a jego następca, Yongzheng, nie był tak przychylny wobec chrześcijan. Nowy władca zmusił wszystkich jezuitów, aby przenieśli się do stolicy. Karel, mimo problemów zdrowotnych, również musiał powrócić do Pekinu. Szybko nauczył się chińskiego i wrócił do swojej pracy naukowej. Napisał między innymi traktat poświęcony muzyce chińskiej, nie przetrwał on jednak do czasów współczesnych. Przymus przebywania w stolicy nie oznaczał jednak, że jezuici byli całkowicie odizolowani. Mogli bez przeszkód korespondować z Europą i Karel tak właśnie robił. Utrzymywał on kontakt między innymi ze Stéphanem Soucietem i Delislem. Wiele z listów, które wymieniali, zaginęło, ale te, które przetrwały, są dzisiaj przechowywane w bibliotece Klasztoru na Strahowie. Slavíček zmarł w 1735 roku, po spędzeniu osiemnastu lat w Chinach. Zastąpił go inny czeski jezuita, Jan Walter.